# Vera Menchik
Vera Menchik (Tcheco: Věra Menčíková, 16 de fevereiro de 1906, Moscou – 27 de Junho de 1944, Londres) foi uma enxadrista tcheco-inglesa e a primeira campeã mundial pelo Campeonato Mundial Feminino de Xadrez. Defendeu o título mundial seis vezes de 1927 a 1939 e em dois matches contra a desafiante Sonja Graf em 1934 e 1937. Vera participou de competições até então exclusivas para homens e seu melhor resultado foi um 3º lugar em Ramsgate em 1939. Em competições para mulheres, venceu as competições que participou.
Em 1929, Albert Becker ridicularizou a participação de Menchik em uma competição afirmando que quem perdesse para ela deveria fazer parte do 'Vera Menchik Club', o qual ele foi o primeiro a entrar e teve outros jogadores como Jacques Mieses, Frederick Yates, Albert Becker, Friedrich Sämisch, Max Euwe e Edgar Colle.

## Biografia
Nascida em Moscou, de pai tcheco e mãe britânica, aprendeu a jogar xadrez aos nove anos de idade com o pai. Os pais se separaram e ela, a mãe e as irmãs foram morar na casa da avó na Inglaterra em 1921, e Vera venceu o Campeonato para Moças Britânicas daquele ano. No ano seguinte, se tornou pupila de Géza Maróczy.
Em 19 de outubro de 1937, ela se casou com Rufus Henry Streatfeild Stevenson, viúvo de Agnes Stevenson.
Olga, a irmã mais nova de Vera, também era uma enxadrista profissional. Enquanto Vera ainda estava reinando como campeã mundial, as duas irmãs e a sua mãe foram mortas por um foguete V-1 jogado sobre Londres, durante a Segunda Guerra Mundial.
Em sua homenagem, nos dias atuais o troféu para o time vencedor da Olimpíada Mundial de Xadrez é conhecido como Vera Menchik Cup.

## Campeonato mundial
Em 1927, a FIDE organizou a primeira edição do Campeonato Mundial Feminino de Xadrez, em conjunto com as Olimpíadas de xadrez, uma competição de equipes para os homens. O evento foi realizado em Londres e Vera venceu a competição sem sofrer derrota (+10=1). Nas seis edições seguintes - Hamburgo 1930, Praga 1931, Folkestone 1933, Varsóvia 1935, Estocolmo 1937 e Buenos Aires 1939 - Vera defendeu seu título tendo sofrido somente uma derrota em 1930. Ela também disputou dois matches pelo título, organizados de modo independente mas reconhecidos pela FIDE contra a desafiante Sonja Graf em 1934 e 1937, tendo mantido o título com sucesso em ambos.

## Avaliação de força e estilo
Vera era uma jogadora de estilo posicional, com bom conhecimento de finais. O Chessmetrics a avalia com um rating histórico máximo de 2 535 e sua melhor colocação no ranking mundial foi o 52º lugar. Em 1929, Alexander Alekhine uma série de artigos sobre o Torneio de xadrez de Carlsbad de 1929 e comentou a respeito de Vera:
Suspendi minha avaliação final sobre a Senhorita Vera Menchik da Rússia, porque é necessário um grande cuidado e objetividade na crítica em relação a qualquer um tão extraordinário. Entretanto, após 15 rodadas é certo que ela é uma exceção absoluta entre as mulheres. Ela é tão talentosa para o xadrez que com mais trabalho e experiência em torneios, ela com certeza será bem sucedida no desenvolvimento do seu nível médio até o nível de um campeão internacional de alta classe.— Alekhine

## O 'Vera Menchik Club'
Quando ela participou do Torneio de xadrez de Carlsbad de 1929, Albert Becker, um mestre Vienense, ridicularizou sua participação propondo que qualquer enxadrista que fosse derrotado por ela deveria ser membro do Vera Menchik Club. O próprio Becker se tornou o primeiro membro. O Vera Menchik Club eventualmente incluiu outros enxadristas famosos como Jacques Mieses, Frederick Yates, Friedrich Sämisch, Max Euwe e Edgar Colle.

## Principais resultados em torneios[10]
| Data | Local     | Colocação | Observações                                                        |
| ---- | --------- | --------- | ------------------------------------------------------------------ |
| 1920 | Catenbury | 5         |                                                                    |
| 1927 | Hastings  | 7         |                                                                    |
| 1928 | Hastings  | 8-9       |                                                                    |
| 1929 | Paris     | 11        |                                                                    |
| 1929 | Carlsbad  | 22        | Albert Becker cunhou o termo "Vera Menchik Club" nesta competição. |
| 1929 | Barcelona | 8-9       |                                                                    |
| 1929 | Ramsgate  | 2-3       |                                                                    |
| 1929 | Hastings  | 9         |                                                                    |
| 1930 | Hastings  | 8-9       |                                                                    |

## Referência bibliográfica
- Hooper, David; Whyld, Kenneth (1992). The Oxford Companion to Chess (em inglês) 2ª ed. Inglaterra: Oxford University Press. ISBN 0-19-866164-9
- Sunnucks, Anne (1976). The Encyclopaedia of Chess (em inglês) 2ª ed. Inglaterra: St Martin Press. ISBN 0709146973